# Tegstjärnet (Silleruds socken, Värmland, 658018-129400)
Tegstjärnet är en sjö i Årjängs kommun i Värmland och ingår i Göta älvs huvudavrinningsområde. Sjön har en area på 0,136 kvadratkilometer och ligger 194 meter över havet.

## Delavrinningsområde
Tegstjärnet ingår i det delavrinningsområde (657836-129460) som SMHI kallar för Utloppet av Bodasjön. Medelhöjden är 149 meter över havet och ytan är 9,68 kvadratkilometer. Det finns inga avrinningsområden uppströms utan avrinningsområdet är högsta punkten. Vattendraget som avvattnar avrinningsområdet har biflödesordning 4, vilket innebär att vattnet flödar genom totalt 4 vattendrag innan det når havet efter 233 kilometer. Avrinningsområdet består mestadels av skog (81 procent). Avrinningsområdet har 1,37 kvadratkilometer vattenytor vilket ger det en sjöprocent på 14,2 procent.